# Município de Butler (condado de Knox, Ohio)
Localização do Ohio nos E.U.A.
O município de Butler (em inglês: Butler Township) é um local localizado no condado de Knox no estado estadounidense de Ohio. No ano 2010 tinha uma população de 1171 habitantes e uma densidade populacional de 18,53 pessoas por km².

## Geografia
O município de Butler encontra-se localizado nas coordenadas 40° 20′ 47″ N, 82° 14′ 01″ O. Segundo o Departamento do Censo dos Estados Unidos, o município tem uma superfície total de 63.18 km², da qual 62,83 km² correspondem a terra firme e (0,55 %) 0,35 km² é água.

## Demografia
Segundo o censo de 2010, tinha 1171 pessoas residindo no município de Butler. A densidade de população era de 18,53 hab./km².